# Pruna
Pruna è un comune spagnolo di 3 055 abitanti situato nella comunità autonoma dell'Andalusia.